# Золотопрудська сільська рада
| Золотопрудська сільська рада — колишній орган місцевого самоврядування у Олександрівському районі Донецької області з адміністративним центром у с. Золоті Пруди. Сільській раді були підпорядковані населені пункти: - c. Золоті Пруди |

## Склад ради
Рада складалася з 12 депутатів та голови.

## Керівний склад сільської ради
| ПІБ                         | Основні відомості                                                         | Дата обрання | Дата звільнення |
| --------------------------- | ------------------------------------------------------------------------- | ------------ | --------------- |
| Дереза Володимир Вікторович | Сільський голова, 1961 року народження, освіта, член Партії регіонів      | 26.03.2006   | 31.10.2010      |
| Дереза Володимир Вікторович | Сільський голова, 1961 року народження, освіта вища, член Партії регіонів | 31.10.2010   |                 |

Примітка: таблиця складена за даними джерела